# Harvest (album van Neil Young)
Harvest is het vierde studioalbum van Neil Young. Het werd uitgebracht in februari 1972. Het album werd opgenomen met begeleidingsband The Stray Gators. Het was een wereldwijd succes en zorgde voor Youngs doorbraak als soloartiest. Hij was echter niet gelukkig met dit succes.

## Muzikanten
- Neil Young – zang, elektrische en akoestische gitaar, piano, mondharmonica

Stray Gators
- Ben Keith - pedaal steel gitaar
- Kenny Buttrey - drums
- Tim Drummond - bas
- Jack Nitzsche - piano, slide gitaar en arrangementen A Man Needs A Maid en There's A World

Overige muzikanten
- Teddy Irwin - tweede akoestische gitaar op Heart of Gold
- John Harris - piano op Harvest
- James McMahon - piano op Old Man
- James Taylor - banjo, gitaar, achtergrondzang op Heart of Gold en Old Man
- Linda Ronstadt - achtergrondzang op Heart of Gold en Old Man
- David Crosby - achtergrondzang op Are You Ready for the Country? en Alabama
- Stephen Stills - achtergrondzang op Alabama en Words
- Graham Nash - achtergrondzang op Are You Ready for the Country? en Words
- London Symphony Orchestra op A Man Needs A Maid en There's A World
- David Meecham - dirigent op A Man Needs A Maid en There's A World

## Inhoud
Dit album bestaat grotendeels uit rustige muziek, met invloeden van country en folk, zoals Old man, Heart of gold en The Needle and the damage done. Out on the weekend,Words (between the line of age) en Alabama zijn steviger nummers met een elektronische rocksetting. Op A man needs a maid en There’s a world speelt het London Symphony Orchestra mee.
Het nummer Old man gaat over de man die destijds op de ranch van Young paste. Young werd geïnspireerd tot het schrijven van A man needs a maid nadat hij Carrie Snodgress in de film Diary of a mad housewife had gezien. Zo zingt hij "I fell in love with the actress, she was playing a part that I could understand" (Nederlands: "Ik werd verliefd op de actrice, ze speelde een rol die ik kon begrijpen"). Young en Snodgress trouwden met elkaar en kregen een zoon. In The needle and the damage done zingt Young over de heroïneverslaving van Danny Whitten, de gitarist van Crazy Horse die in november 1972 zou overlijden.

## Tracklist
Alle muziek en teksten zijn geschreven door Neil Young. 
| Nr. | Titel                                              | Duur |
| --- | -------------------------------------------------- | ---- |
| 1.  | Out on the weekend                                 | 4:35 |
| 2.  | Harvest                                            | 3:03 |
| 3.  | A man needs a maid                                 | 4:00 |
| 4.  | Heart of gold (met James Taylor en Linda Ronstadt) | 3:05 |
| 5.  | Are you ready for the country?                     | 3:21 |

| 6.                 | Old man                                                         | 3:22 |
| 7.                 | There's a world                                                 | 3:00 |
| 8.                 | Alabama (met David Crosby en Graham Nash)                       | 4:02 |
| 9.                 | The needle and the damage done (liveopname van 30 januari 1971) | 2:00 |
| 10.                | Words (between the lines of age)                                | 6:42 |
| Totale duur: 37:11 |                                                                 |      |

## Album
Het album is opgenomen tussen januari en september 1971 voor Reprise Records. Er zijn drie producers bij betrokken geweest (in samenwerking met Neil Young):
- Henry Lewi heeft The needle and the damage done geproduceerd tijdens een concert op de campus van de Universiteit van California.
- Jack Nitzsche heeft de beide nummers geproduceerd waarop het London Symphony Orchestra mee speelt: A man needs a maid en There’s a world.
- Elliot Mazer heeft de overige nummers geproduceerd.

De opnames hebben plaatsgevonden in diverse studio’s:
- Quadraphonic Sound Studios in Nashville, Tennessee;
- Broken Arrow Studio #2 in Californië;
- Royce Hall bij de Universiteit van California Los Angeles (UCLA);
- Barking Town Hall in Londen.

Het album is uitgebracht op 14 februari 1972 op Reprise Records. Het is op cd verkrijgbaar sinds 1984. In 2009 is er een heruitgave van dit album verschenen. Op de site van Discogs is de discografie van dit album te raadplegen. Zie bronnen en referenties.
Er zijn twee singles getrokken uit dit album: Old man/The needle and the damage done en Heart of gold/Sugar mountain.

## Ontvangst
Harvest is het meest succesvolle album van Neil Young. De plaat behaalde in de Verenigde Staten, Groot-Brittannië, Nederland en veel andere landen een eerste plaats in de Album Hitlijsten. Rolling Stone plaatste het in 2003 op de 78e plaats in hun lijst van de vijfhonderd beste albums aller tijden. Harvest wordt ook vermeld in het boek 1001 Albums You Must Hear Before You Die.
Heart of gold is de enige single van Neil Young die een eerste plek behaalde in de Amerikaanse Billboard 100. In Groot-Brittannië bereikte deze single een tiende plaats en in de Nederlandse Top 40 een negende plek. Old man behaalde in de Verenigde Staten #31.
Heart of gold is het meest gecoverde liedje van Neil Young: het is 63 keer gecoverd, door onder meer Tori Amos, Willie Nelson, Johnny Cash, Stereophonics en Passenger.
Neil Young bleek echter niet zo gelukkig te zijn met dit succes en vreesde dat hij voor de rest van zijn muzikale loopbaan veroordeeld zou worden tot het maken van gepolijste, commerciële muziek. Om dat te voorkomen ging hij na dit album ruwere en experimentele muziek maken waarbij hij zo ver mogelijk weg wilde blijven van de “middle of the road”.

## Hitnotering
| Harvest in de Nederlandse LP Top 20 -- binnen: 5-2-1972 | Harvest in de Nederlandse LP Top 20 -- binnen: 5-2-1972 | Harvest in de Nederlandse LP Top 20 -- binnen: 5-2-1972 | Harvest in de Nederlandse LP Top 20 -- binnen: 5-2-1972 | Harvest in de Nederlandse LP Top 20 -- binnen: 5-2-1972 | Harvest in de Nederlandse LP Top 20 -- binnen: 5-2-1972 | Harvest in de Nederlandse LP Top 20 -- binnen: 5-2-1972 | Harvest in de Nederlandse LP Top 20 -- binnen: 5-2-1972 | Harvest in de Nederlandse LP Top 20 -- binnen: 5-2-1972 | Harvest in de Nederlandse LP Top 20 -- binnen: 5-2-1972 | Harvest in de Nederlandse LP Top 20 -- binnen: 5-2-1972 | Harvest in de Nederlandse LP Top 20 -- binnen: 5-2-1972 | Harvest in de Nederlandse LP Top 20 -- binnen: 5-2-1972 | Harvest in de Nederlandse LP Top 20 -- binnen: 5-2-1972 | Harvest in de Nederlandse LP Top 20 -- binnen: 5-2-1972 | Harvest in de Nederlandse LP Top 20 -- binnen: 5-2-1972 | Harvest in de Nederlandse LP Top 20 -- binnen: 5-2-1972 | Harvest in de Nederlandse LP Top 20 -- binnen: 5-2-1972 | Harvest in de Nederlandse LP Top 20 -- binnen: 5-2-1972 | Harvest in de Nederlandse LP Top 20 -- binnen: 5-2-1972 | Harvest in de Nederlandse LP Top 20 -- binnen: 5-2-1972 | Harvest in de Nederlandse LP Top 20 -- binnen: 5-2-1972 | Harvest in de Nederlandse LP Top 20 -- binnen: 5-2-1972 | Harvest in de Nederlandse LP Top 20 -- binnen: 5-2-1972 | Harvest in de Nederlandse LP Top 20 -- binnen: 5-2-1972 | Harvest in de Nederlandse LP Top 20 -- binnen: 5-2-1972 | Harvest in de Nederlandse LP Top 20 -- binnen: 5-2-1972 | Harvest in de Nederlandse LP Top 20 -- binnen: 5-2-1972 |
| Week                                                    | 1                                                       | 2                                                       | 3                                                       | 4                                                       | 5                                                       | 6                                                       | 7                                                       | 8                                                       | 9                                                       | 10                                                      | 11                                                      | 12                                                      | 13                                                      | 14                                                      | 15                                                      | 16                                                      | 17                                                      | 18                                                      | 19                                                      | 20                                                      | 21                                                      | 22                                                      | 23                                                      | 24                                                      | 25                                                      | 26                                                      |                                                         |
| ------------------------------------------------------- | ------------------------------------------------------- | ------------------------------------------------------- | ------------------------------------------------------- | ------------------------------------------------------- | ------------------------------------------------------- | ------------------------------------------------------- | ------------------------------------------------------- | ------------------------------------------------------- | ------------------------------------------------------- | ------------------------------------------------------- | ------------------------------------------------------- | ------------------------------------------------------- | ------------------------------------------------------- | ------------------------------------------------------- | ------------------------------------------------------- | ------------------------------------------------------- | ------------------------------------------------------- | ------------------------------------------------------- | ------------------------------------------------------- | ------------------------------------------------------- | ------------------------------------------------------- | ------------------------------------------------------- | ------------------------------------------------------- | ------------------------------------------------------- | ------------------------------------------------------- | ------------------------------------------------------- | ------------------------------------------------------- |
| Positie                                                 | 8                                                       | 4                                                       | 4                                                       | 2                                                       | 1                                                       | 1                                                       | 1                                                       | 1                                                       | 1                                                       | 1                                                       | 1                                                       | 2                                                       | 4                                                       | 3                                                       | 6                                                       | 6                                                       | 6                                                       | 7                                                       | 8                                                       | 10                                                      | 7                                                       | 9                                                       | 12                                                      | 13                                                      | 14                                                      | 13                                                      | uit                                                     |